# Трубачево (Томский район)
Тру́бачево (ошибочно Трубачёво) — посёлок в Томском районе Томской области России. Входит в состав Мирненского сельского поселения.

## География

### Местоположение
Посёлок расположен в 4 километрах от Томска.

### Улицы
Улицы: Благодатная, Боровая, Дачная, Жемчужная, Зелёная, Ивовая, Кедровая, Купеческая, Липовая, Озерковая, Пихтовая, Речная, Центральная, Ю. Никулина.
Кроме того, в посёлке имеются дома (владения: 2, 13, 16), не приписанные ни к одной из улиц.

## Население
| 2002 | 2008 | 2009 | 2010 | 2011 | 2012 | 2013 |
| ---- | ---- | ---- | ---- | ---- | ---- | ---- |
| 51   | ↘45  | ↘40  | ↗78  | →78  | ↗99  | ↗120 |
| 2014 | 2015 | 2021 |      |      |      |      |
| ↗145 | ↗148 | ↗359 |      |      |      |      |

## Инфраструктура
В феврале 2012 года в посёлке было открыто новое тепличное хозяйство в рамках местного агрокомплекса (первое в Томской области за постсоветское время).
Трубачево обслуживает отделение Почты России, расположенное в административном центре сельского поселения посёлке Мирном — (индекс — 634539).

## Достопримечательности
Тру́бачевский припоселковый лесопарк.
Тру́бачевское озеро.